# Anneau de Novikov

En mathématiques, un anneau de Novikov est un certain type d'anneau commutatif unitaire constitué de séries formelles. Il existe plusieurs notions reliées mais différentes d'anneau de Novikov. Sa première définition fut introduite par S. P. Novikov dans un article qui a initié la généralisation de la théorie de Morse utilisant une 1-forme différentielle fermée au lieu d'une fonction de Morse. Les définitions subséquentes furent introduites dans un contexte de cohomologie de Floer puis dans un contexte de cohomologie quantique.

## Définition
Voici la définition d'un anneau de Novikov :
Soit {\displaystyle \Gamma \subset \mathbb {R} } un sous-groupe additif de {\displaystyle \mathbb {R} }. L'anneau de Novikov {\displaystyle \operatorname {Nov} (\Gamma )} de {\displaystyle \Gamma } est par définition l'anneau constitué des séries formelles : {\displaystyle \sum _{i=1}^{\infty }n_{\gamma _{i}}t^{\gamma _{i}}} où :
- {\displaystyle (n_{\gamma _{i}})_{i\in \mathbb {N} }} est une suite en {\displaystyle \mathbb {Z} } ;
- {\displaystyle t} est une indéterminée ;
- {\displaystyle (\gamma _{i})_{i\in \mathbb {N} }} est une suite strictement décroissante en {\displaystyle \Gamma }, i.e. telle que {\displaystyle \gamma _{1}>\gamma _{2}>\cdots }, qui vérifie {\displaystyle \lim _{i\to +\infty }\gamma _{i}=-\infty }.

La structure d'anneau (addition et produit) de {\displaystyle \operatorname {Nov} (\Gamma )} est la même que celle de l'anneau {\displaystyle \mathbb {Z} [\![\Gamma ]\!]} des séries formelles {\displaystyle \sum _{\gamma \in \Gamma }n_{\gamma }t^{\gamma }}.
De manière équivalente, l'anneau de Novikov {\displaystyle \mathrm {Nov} (\Gamma )} peut être défini par : {\displaystyle \mathrm {Nov} (\Gamma ):=\left\{\sum _{\gamma \in \Gamma }n_{\gamma }t^{\gamma }|n_{\gamma }\in \mathbb {Z} ,\forall c\in \mathbb {R} ,\#\{\gamma |n_{\gamma }\neq 0,n_{\gamma }>c\}<+\infty \right\}}
On peut remarquer que :
- L'anneau de Novikov {\displaystyle \operatorname {Nov} (\Gamma )} est un sous-anneau de l'anneau {\displaystyle \mathbb {Z} [\![\Gamma ]\!]} ;
- L'anneau de Novikov {\displaystyle \operatorname {Nov} (\Gamma )} est un anneau principal ;
- Il existe d'autres définitions d'anneau de Novikov.

Voici une autre définition d'anneau de Novikov : l'anneau de Novikov est : {\displaystyle \mathbb {Z} ((z)):=\mathbb {Z} [[z]][z]=\left\{\sum _{j=-\infty }^{\infty }n_{j}z^{j}|n_{j}\in \mathbb {Z} ,\exists k\in \mathbb {Z} ,\forall j<k,n_{j}=0\right\}} où {\displaystyle z} est une indéterminée.
Remarquons que la définition de {\displaystyle \mathbb {Z} ((x))} est similaire à celle {\displaystyle \mathrm {Nov} (\mathbb {Z} )}, pour {\displaystyle \Gamma =\mathbb {Z} }, mais avec un nombre fini de termes {\displaystyle z} en puissance négative au lieu d'un nombre fini de termes {\displaystyle z} en puissance positive.

## Nombres de Novikov et inégalités de Novikov
En théorie de Morse, plus précisément en homologie de Morse, une fonction de Morse {\displaystyle f:M\to \mathbb {R} } à valeurs réelles définie sur une variété différentielle compacte {\displaystyle M} induit un complexe de chaîne {\displaystyle C_{*}(f)} librement engendré sur un anneau {\displaystyle A} par les points critiques de {\displaystyle f} et gradué par leur indice de Morse. Le rang de {\displaystyle C_{k}(f)}, i.e. le nombre {\displaystyle c_{k}(f)} de points critiques de {\displaystyle f} d'indice de Morse {\displaystyle k}, est nommé {\displaystyle k}-ième nombre de Morse. Les nombres de Morse vérifient les inégalités de Morse :
{\displaystyle c_{k}(f)\geq b_{k},\qquad \forall k} où {\displaystyle b_{k}} est le {\displaystyle k}-ième nombre de Betti de {\displaystyle M}.
En analogie avec ceci, on peut définir les deux nombres de Novikov. À ces nombres seront associés les inégalités de Novikov.
Fixons {\displaystyle X} un polyèdre connexe avec points de base {\displaystyle x_{0}\in X}. Fixons aussi une classe de cohomologie {\displaystyle \xi \in H^{1}(X;\mathbb {R} )}. Cette dernière peut être vue comme fonctionnelle linéaire : {\displaystyle \xi :H_{1}(X;\mathbb {R} )\to \mathbb {R} } sur le premier groupe d'homologie {\displaystyle H_{1}(X;\mathbb {R} )}.
En la composant avec l'homomorphisme d'Hurewicz {\displaystyle \pi _{1}(X,x_{0})\to H_{1}(X,\mathbb {R} )}, elle peut être vue comme homomorphisme de groupes {\displaystyle \xi :\pi _{1}(X,x_{0})\to \mathbb {R} }.
Par la propriété universelle, cette application en retour donne un homomorphisme d'anneau {\displaystyle \phi _{\xi }:\mathbb {Z} [\pi ]\to \mathrm {Nov} } où {\displaystyle \pi :=\pi _{1}(X,x_{0})} et où {\displaystyle \mathrm {Nov} :=\mathrm {Nov} (\mathbb {R} )}, faisant de {\displaystyle \operatorname {Nov} } un {\displaystyle \mathbb {Z} [\pi ]}-module. Puisque {\displaystyle X} est un polyèdre connexe, ce dernier {\displaystyle \mathbb {Z} [\pi ]}-module {\displaystyle \operatorname {Nov} } correspond à un système de coefficients locaux {\displaystyle L_{\xi }} sur {\displaystyle X}.
Le groupe d'homologie {\displaystyle H_{k}(X;L_{\xi })} est un module finiment engendré sur {\displaystyle \operatorname {Nov} }, qui est, par le théorème des facteurs invariants, une somme directe de la partie libre et de la partie torsion. Le rang de la partie libre de {\displaystyle H_{k}(X;L_{\xi })}  est nommé le {\displaystyle k}-ième nombre de Novikov Betti et est dénoté par {\displaystyle b_{k}(\xi )}. Le nombre de modules cycliques dans la partie torsion de {\displaystyle H_{k}(X;L_{\xi })}  est nommé {\displaystyle k}-ième nombre de torsion de Novikov et est dénoté par {\displaystyle q_{k}(\xi )}. Les nombres {\displaystyle b_{k}(\xi )} et {\displaystyle q_{k}(\xi )} sont nommés nombres de Novikov.
Lorsque {\displaystyle \xi =0}, {\displaystyle L_{\xi }} est trivial. Dans ce cas, {\displaystyle b_{k}(0)} est le {\displaystyle k}-ième nombre de Betti {\displaystyle b_{k}} usuel de {\displaystyle X} et {\displaystyle q_{k}(0)} est le nombre minimal de générateurs du sous-groupe de torsion de {\displaystyle H_{k}(X;\mathbb {Z} )}.
L'analogue des inégalités de Morse, nommées inégalités de Novikov, tiennent aussi pour les nombres de Novikov.
Fixons {\displaystyle \alpha } une 1-forme différentielle fermée sur une variété différentielle {\displaystyle M} dont les zéros sont de type Morse.
Soit {\displaystyle c_{k}(\alpha )} le nombre de zéros d'indice de Morse {\displaystyle k} de {\displaystyle \alpha }.
Soit {\displaystyle \xi :=[\alpha ]\in H^{1}(M,\mathbb {R} )} sa classe de cohomologie de de Rham.
Les inégalités de Novikov s'écrivent alors : {\displaystyle c_{k}(\alpha )\geq b_{k}(\xi )+q_{k}(\xi )+q_{k-1}(\xi ),\qquad \forall k}.

## Anneau de Novikov en cohomologie quantique
Tel que mentionné plus haut, il existe d'autres notions d'anneaux de Novikov. En voici un exemple dans le contexte de la cohomologie quantique.
Soit {\displaystyle (M,\omega )} une variété symplectique fermée (i.e. compacte et sans bord).
Posons {\displaystyle H_{2}(M):=H_{2}(M;\mathbb {Z} )/\mathrm {torsion} } le second groupe d'homologie de {\displaystyle M} modulo sous-groupe de torsion.
Soit {\displaystyle R} un anneau commutatif unitaire.
L'anneau de Novikov {\displaystyle \Lambda } est par définition l'ensemble des séries formelles {\displaystyle \lambda =\sum _{A\in H_{2}(X)}\lambda _{A}e^{A}} où :
- {\displaystyle \lambda _{A}\in R} ;
- {\displaystyle e^{A}} est une variable formelle sujette à la condition {\displaystyle e^{A+B}=e^{A}e^{B}} ;
- pour tout {\displaystyle C\in \mathbb {R} }, la cardinalité de l'ensemble {\displaystyle \left\{\lambda _{A}|\lambda _{A}\neq 0,\omega (A)<C\right\}} est finie.